# Реал Сантандер
Реал Сантандер (на испански: Real Santander) е колумбийски футболен отбор от Флоридабланка, департамент Сантандер. Основан е на 17 януари 2006 г. Добива професионален статут на 18 декември същата година, когато купува лиценза на втородивизионния Пумас де Касанаре.

## История
От 2007 г. тимът се състезава в Категория Примера Б, като на няколко пути успява да се класира за плейофите. През 2011 г. е подписан договор за сътрудничество с Атлетико Насионал, в резултат на който Атлетико праща свои играчи под наем в Реал с цел да се обиграват.

## Рекорди
- Най-голяма победа: 7:0 срещу Валедупар, 2 юни 2010